# Joan Brossa
Joan Brossa i Cuervo (Barcelona, 19 de janeiro de 1919 — Barcelona, 30 de dezembro de  1998) foi um poeta, dramaturgo, artista plástico e designer gráfico, o máximo expoente da vanguarda artística catalã da segunda metade do século XX. 
Foi o inspirador e um dos fundadores do grupo e da publicação como Dau al Set (1948), uma das principais manifestações da arte contemporânea. Poeta total sem distinção de géneros, seu trabalho abarcou poesia, prosa poética, poesia visual, cinema, teatro, música, cabaré, design gráfico, mágica e circo. Sua obra é vastíssima: publicou mais de oitenta livros de poesia, quatro livros de prosa, mais de trezentas cinquenta peças de teatro, sobre mil quinhentos poemas visuais.
No seu trabalho literário Brossa optou por escrever apenas na sua língua natal, a catalã. Actualmente está traduzido em mais de quinze línguas.

## Obras de Joan Brossa (seleção)

### Antologias
- Antologia de poemes de revolta (1979)
- Antologia poètica (1980)
- Poesia i prosa (1994)
- Poemes escollits (1995)
- La memòria encesa (1998)
- A partir del silenci (2001)
- La piedra abierta (2003) (traduzida pelo espanhol)
- Poesia escènica. Teatre complet, (1979-1989) (obra dramática, 6 volumes). Reedição em curso.
- Teatre (1996)

### Exposições antológicas
- "Joan Brossa o les paraules són les coses", Fundació Joan Miró, Barcelona (1986)
- "Joan Brossa 1941-1991", Centro de Arte Reina Sofía, Madrid (1991)
- "Joan Brossa. Words are Things", Riverside Studios, Londres (1992).
- "Joan Brossa, entre les coses i la lectura", Palau de la Virreina, Barcelona (1994)
- "Joan Brossa. Objekte, Grafiken. Installationen", Museum Fredericianum, Kassel (1997).
- "Joan Brossa o la revolta poètica", Fundació Joan Miró, Barcelona (2001)
- "Joan Brossa, desde Barcelona ao Novo Mundo", MAVI, Santiago do Chile; MARGS, Porto Alegre; Centro Maria Antonia da USAP, São Paulo; MAM, Rio de Janeiro; Centro Cultural Parque España, Rosario; Centro Cultural Recoleta, Buenos Aires; Instituto Camões, Lisboa (2005-2007).
- "Joan Brossa en las alturas y sin red", Museo de Santa Cruz, Toledo; Museo Municipal, Albacete; Museo de la Merced, Ciudad Real; Fundación Antonio Saura, Cuenca; Palacio del Infantado, Guadalajara (2007-2008)
- "Bverso Brossa", Instituto Cervantes em Viena, Praga, Estocolmo, Paris, Berlim e Varsóvia (2008-2009)

### Poesia
- Em va fer Joan Brossa (1952)
- Poemes civils (1961)
- El saltamartí (1968)
- Poesia rasa (1970) ( poesía entre 1943 a 1959)
- Càntir de càntics (1972)
- La barba del cranc (1974)
- Oda a Lluís Maria Xirinacs (1976)
- Poemes de seny i cabell (1959-1963) 1977
- El ulls de l’òliba (1982)
- Qui diu foc, diu flama (1985)
- Sumari Astral i altres poemes (1999)

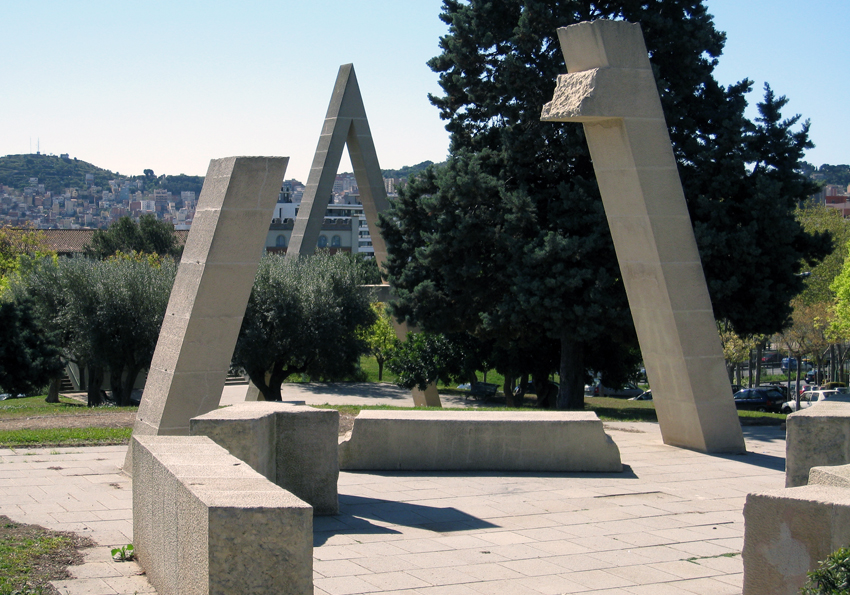
Poema visual transitable en tres parts, Velódromo de la Vall d'Hebrón Barcelona.

### Teatro
- Farsa com si els espectadors observessin l'escenari a vista d'ocell (1951)
- Nocturns encontres (1951)
- Or i sal (1961)
- El bell lloc (1961)
- Teatre de Joan Brossa (1964)
- Collar de cranis (1967)
- El rellotger (1967)

### Roteiros cinematográficos
- Foc al càntir (Frederic Amat, 1947)
- Gart (1948)
- No compteu amb els dits (Pere Portabella, 1967)
- Nocturn 29 (Pere Portabella, 1968)
- Cua de cuc (Pere Portabella, 1969)
- Els peixos argentats a la peixera (Carlos Atanes, 1991)

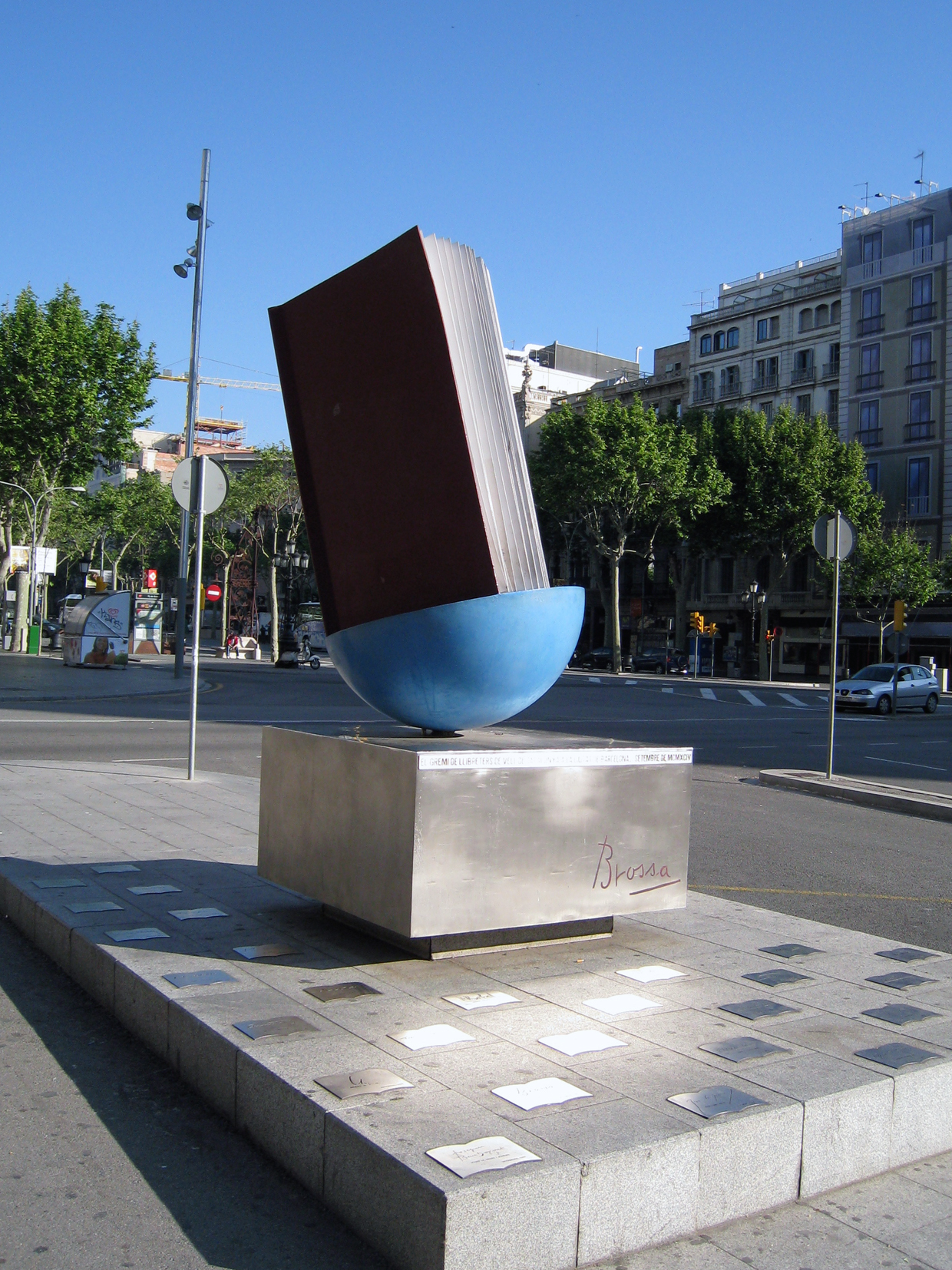
Homenatge al llibre, Barcelona.

### Textos para serem musicados
- Concert per a representar (1964)
- Suite bufa (1966)

### Cartazes
- Vuit posters poema (1971)
- Poemes objecte en postals (1975)

### Poesia visual urbana
- Poema visual transitable, Velódromo de la Vall d'Hebrón Barcelona, (1984)
- Homenatge al llibre, cruce de Gran Vía con Passeig de Gràcia, Barcelona (1994)
- Antifaz, Rambla de Catalunya, Barcelona
- A ajaguda amb peix, Mollet del Vallès (1999)

### Outras obras

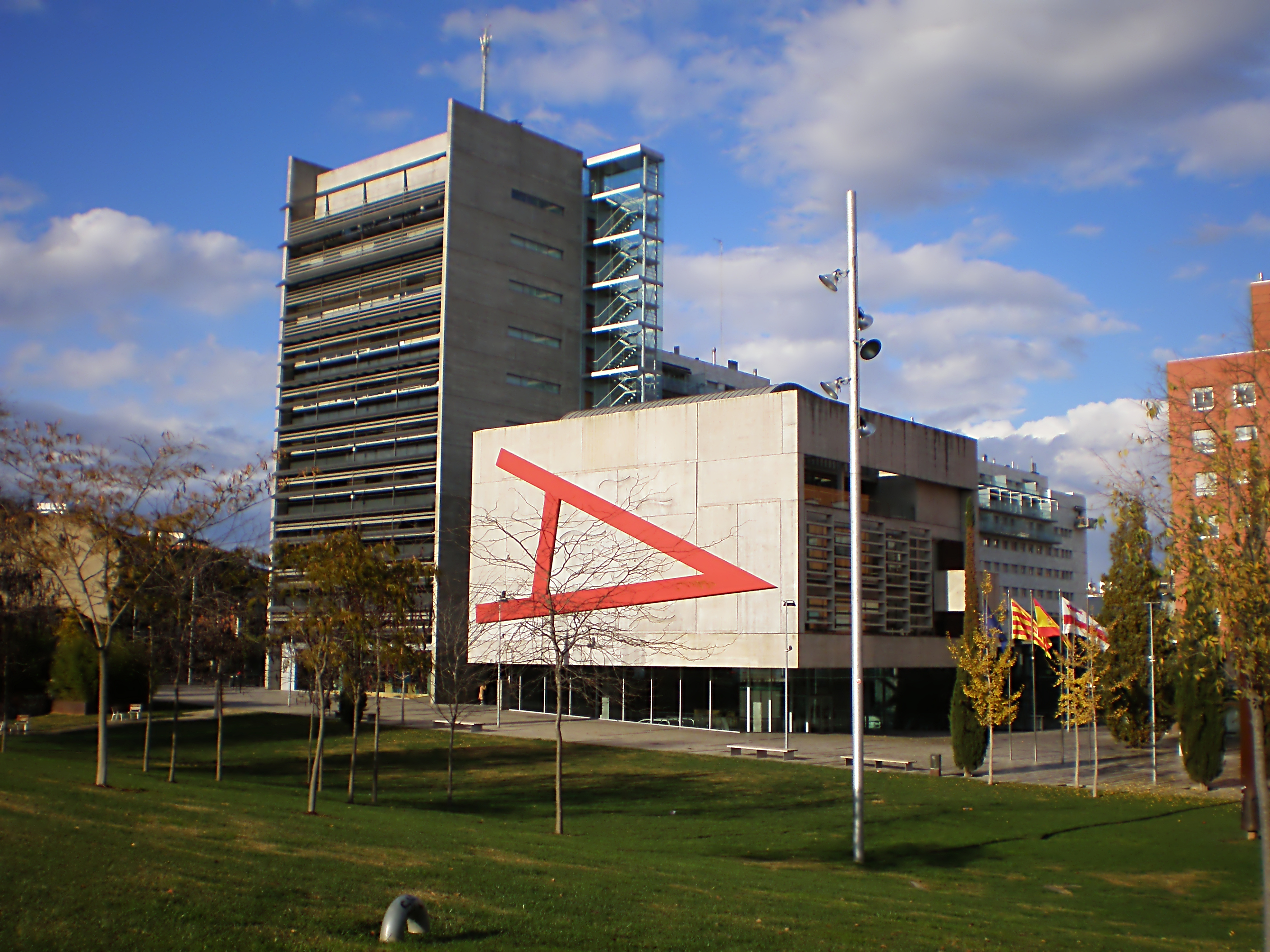
A ajaguda amb peix, Mollet del Vallès.

- El pa a la barca (1963)
- Cop de poma (1963)
- Novel·la (1965)
- Frègoli (1969)
- Nocturn matinal (1970)

## Edições em português
- "A bossa buliçosa de Brossa" (seis poemas), tradução de Marcos de Farias Costa. Maceió, Dialética, revista de diálogo com a inteligéncia nr. 3 (abril 1995).
- "Poemas Civis" (edição completa do libro, com o original catalão), tradução de Ronald Polito e Sérgio Alcides. Rio de Janeiro: Sette Letras, 1998, ISBN 85-7388-103-8.
- "Sumário Astral", tradução de Ronald Polito. São Paulo: Fabricando Idéias, 2003.
- "Poesia vista" (antologia), tradução de Vanderley Mendonça. São Paulo: Amauta-Ateliê, 2005, ISBN 85-9039-315-1.
- "Sumário Astral e outros poemas" (edição completa do libro, com o original catalão e traduções pelo português e pelo espanhol), tradução de Ronald Polito. São Paulo: Amauta, 2006, ISBN 85-9039-316-3.
- "99 poemas" (antologia cronológica), tradução de Ronald Polito. São Paulo: Annablume Editora, 2009, ISBN 978-85-7419-994-8.
- "Escutem esse siléncio" (antologia, com os poemas no original catalão), tradução de Ronald Polito. São Paulo: Lumme Editor, 2011, ISBN 978-85-62441-69-1.